# USS Keith (DE-241)
USS Keith (DE-241) là một tàu hộ tống khu trục lớp Edsall từng phục vụ cùng Hải quân Hoa Kỳ trong Chiến tranh Thế giới thứ hai. Nó là chiếc tàu chiến duy nhất của Hải quân Hoa Kỳ được đặt cái tên này, theo tên thủy thủ Ellis Judson Keith, Jr. (1919-1942), người đảm trách xạ thủ/điện báo viên cho một liên đội tuần tra hoạt động tại khu vực quần đảo Aleut, đã tử trận trong một phi vụ tại Kiska vào ngày 11 tháng 6, 1942 và được truy tặng Huân chương Không lực. Nó đã phục vụ cho đến khi chiến tranh kết thúc, xuất biên chế năm 1946, rồi cuối cùng bị bán để tháo dỡ vào năm 1974. Keith được tặng thưởng một Ngôi sao Chiến trận do thành tích phục vụ trong Thế Chiến II.

## Thiết kế và chế tạo
Lớp Edsall có thiết kế hầu như tương tự với lớp Cannon dẫn trước; khác biệt chủ yếu là ở hệ thống động lực Kiểu FMR do được trang bị động cơ diesel Fairbanks-Morse dẫn động qua hộp số giảm tốc đến trục chân vịt. Đây là cấu hình động cơ được áp dụng rộng rãi trên tàu ngầm, được chứng tỏ là có độ tin cậy cao hơn so với lớp Cannon.
Vũ khí trang bị bao gồm ba pháo 3 in (76 mm)/50 cal trên tháp pháo nòng đơn có thể đối hạm hoặc phòng không, một khẩu đội pháo phòng không Bofors 40 mm nòng đôi và tám pháo phòng không Oerlikon 20 mm. Vũ khí chống ngầm bao gồm một dàn súng cối chống tàu ngầm Hedgehog Mk. 10 (có 24 nòng và mang theo 144 quả đạn); hai đường ray Mk. 9 và tám máy phóng K3 Mk. 6 để thả mìn sâu. Con tàu vẫn giữ lại ba ống phóng ngư lôi Mark 15 21 inch (533 mm), và được trang bị radar SC dò tìm không trung và mặt biển. Thủy thủ đoàn đầy đủ bao gồm 186 sĩ quan và thủy thủ.
Con tàu nguyên được đặt lườn như là chiếc Scott tại xưởng tàu của hãng Brown Shipbuilding, ở Houston, Texas vào ngày 4 tháng 8, 1942. Nó được đổi tên thành Keith vào ngày 8 tháng 12, 1942 trước khi được hạ thủy vào ngày 21 tháng 12, 1942, được đỡ đầu bởi bà Ellis J. Keith, Sr., mẹ thủy thủ Keith, và nhập biên chế cùng Hải quân Hoa Kỳ vào ngày 19 tháng 7, 1943 dưới quyền chỉ huy của Hạm trưởng, Đại úy Hải quân Drayton Cochran.

## Lịch sử hoạt động
Sau khi hoàn tất việc chạy thử máy huấn luyện tại khu vực Bermuda, Keith khởi hành từ Norfolk, Virginia vào ngày 14 tháng 9, 1943 cho chuyến đầu tiên trong số ba chuyến hộ tống vận tải vượt Đại Tây Dương, xuất phát từ các cảng vùng bờ Đông để đi đến Gibraltar. Hoàn tất chuyến đi cuối cùng vào ngày 22 tháng 2, 1944, nó huấn luyện ôn tập trước khi tham gia các cuộc thực hành chống tàu ngầm, rồi lên đường vào ngày 15 tháng 3 để tham gia một đội đặc nhiệm tìm-diệt tàu ngầm được hình thành chung quanh tàu sân bay hộ tống Tripoli (CVE-64). Đơn vị này tuần tra dọc theo các tuyến hàng tại Đại Tây Dương, trải dài từ Newfoundland cho đến Brazil, để truy tùng tàu ngầm U-boat Đức.
Đến tháng 7, Keith gia nhập một một đội đặc nhiệm chống tàu ngầm khác được hình thành chung quanh tàu sân bay hộ tống Core (CVE-13). Vào ngày 30 tháng 8, đội đặc nhiệm của Core dò được tín hiệu sonar một mục tiêu nghi ngờ, và chiếc tàu hộ tống khu trục đã tham gia truy lùng và tung ra hai đợt tấn công bằng súng cối chống ngầm Hedgehog nhưng không đem lại kết quả. Nó tiếp tục hoạt động cùng đội đặc nhiệm tìm-diệt tàu ngầm tại vùng biển Đại Tây Dương, hộ tống các đoàn tàu vận tải từ "điểm giữa đại dương" đến các cảng Brazil, Bermuda, Newfoundland, Cuba và Hoa Kỳ.
Vào ngày 23 tháng 4, 1945, ở vị trí về phía Tây Bắc quần đảo Azores, đội đặc nhiệm của Keith phát hiện một tàu ngầm đối phương đang nổi một phần trên mặt nước, nhưng bị mất dấu sau khi đối thủ lặn xuống nước. Sang ngày hôm sau, trong lúc đang truy lùng mục tiêu, tàu hộ tống khu trục chị em Frederick C. Davis (DE-136) bị trúng ngư lôi phóng từ một tàu ngầm U-boat, bị vỡ làm đôi và đắm với tổn thất nhân mạng nặng nề. Keith cùng một nhóm tàu hộ tống khu trục đi đến địa điểm Frederick C. Davis bị đắm để cứu vớt những người sống sót và truy đuổi chiếc tàu ngầm. Cuộc truy lùng kéo dài trong khoảng 12 giờ cho đến khi chiếc U-546 bị buộc phải trồi lên mặt nước. Keith nổ súng nhắm vào đối thủ, bắn trúng hai phát trực tiếp trước khi U-546 đắm tại tọa độ 43°53′B 40°07′T / 43,883°B 40,117°T; 26 thành viên thủy thủ đoàn chiếc U-boat đã tử trận, và 33 người khác sống sót bao gồm hạm trưởng bị bắt làm tù binh; Keith đã vớt bốn người trong số đó.
Sau khi chiến tranh kết thúc tại Châu Âu, vào giữa tháng 7, Keith được điều động sang khu vực Mặt trận Thái Bình Dương, và đã khởi hành từ vịnh Guantánamo, Cuba để đi sang vùng biển Hawaii. Nó vẫn đang được huấn luyện tại Trân Châu Cảng khi Nhật Bản chấp nhận đầu hàng vào ngày 15 tháng 8, giúp chấm dứt vĩnh viễn cuộc xung đột, và đã đi đến Saipan để làm nhiệm vụ tuần tra và hộ tống. Không lâu sau khi đến nơi vào ngày 31 tháng 8, nó phục vụ tại các trạm giải cứu không-biển giữa Iwo Jima và chính quốc Nhật Bản, rồi đến cuối năm 1945 được điều đến Trung Quốc. Đi đến Thượng Hải vào ngày 31 tháng 12, nó làm nhiệm vụ tuần tra và hộ tống cho đến khi lên đường vào ngày 10 tháng 4, 1946 để quay trở về Hoa Kỳ. Con tàu đi ngang qua Trân Châu Cảng và kênh đào Panama trước khi về đến Charleston, South Carolina vào ngày 15 tháng 5.
Keith được chuyển đến Green Cove Springs, Florida, nơi nó được cho xuất biên chế vào ngày 20 tháng 9, 1946, và được đưa về Hạm đội Dự bị Đại Tây Dương. Vào cuối thập niên 1960 con tàu được kéo đến Orange, Texas, nhưng tiếp tục bị bỏ không trong thành phần dự bị. Tên nó được cho rút khỏi danh sách Đăng bạ Hải quân vào ngày 1 tháng 11, 1972, và nó bị bán để tháo dỡ vào ngày 1 tháng 12, 1973.

## Phần thưởng
Keith được tặng thưởng một Ngôi sao Chiến trận do thành tích phục vụ trong Thế Chiến II.
|  |             |  |
|  | Bronze star |  |

| Huân chương Phục vụ Trung Hoa |                                                                              |                                      |
| Huân chương Chiến dịch Hoa Kỳ | Huân chương Chiến dịch Châu Âu-Châu Phi-Trung Đông với 1 Ngôi sao Chiến trận | Huân chương Chiến thắng Thế Chiến II |